# Poa sharpii
Poa sharpii är en gräsart som beskrevs av Jason Richard Swallen. Poa sharpii ingår i släktet gröen, och familjen gräs. Inga underarter finns listade i Catalogue of Life.